# Свит, Бланш
Бланш Свит (англ. Blanche Sweet; 18 июня 1896 — 6 сентября 1986), урождённая Сара Бланш Свит — актриса немого кино, стоявшая у истоков киноиндустрии.

## Биография
Будущая актриса родилась в Чикаго, США, в семье театральных артистов. С раннего детства играла на сцене вместе с родителями. В 1909 году, в возрасте четырнадцати лет Бланш подписала контракт с Biograph Company, одной из старейших киностудий Америки. В том же году состоялся её дебют в кино. Быстро снискав успех у публики, она начала активно сниматься и в 1910 году составила конкуренцию другой дебютантке, знаменитой Мэри Пикфорд.

### Признание
В отличие от распространенного в те годы амплуа хрупких красавиц, Бланш играла роли энергичных и независимых женщин. Первым значительным фильмом актрисы стал триллер Дэвида Гриффита «Телеграфистка из Лоундэйла», один из тридцати четырёх короткометражек, в которых Бланш появилась в 1911 году. Затем в 1913 году последовало участие в первом полнометражном фильме Гриффита — драме «Юдифь из Бетулии». Спустя год Бланш претендовала на присутствие в очередном проекте Гриффита, эпическом фильме «Рождение нации», однако в конечном итоге роль досталась Лиллиан Гиш. В том же году актриса покинула Biograph Studios и заключила со студией Paramount контракт на более выгодных условиях.
На протяжении второго десятилетия XX века Бланш появилась в 139 фильмах и стала одной из известнейших американских актрис немого кино. Она работала с такими известными режиссёрами, как Сесил Б. Де Милль и Маршалл Нейлан, за которого вышла замуж 8 июня 1922 года. Этот брак был расторгнут в 1929 году по инициативе актрисы, которая обвинила супруга в неверности. В начале 20-х годов карьера Бланш продолжала процветать. В 1923 году она снялась в картине «Анна Кристи», которая впоследствии выдержала несколько ремейков. Другими известными работами того времени для Бланш стали срежиссированные её супругом картины «Тэсс из рода д’Эрбервиллей» (1924) по роману Томаса Харди и «Венера спорта» (1925). Тогда же актриса перешла в недавно основанную киностудию Metro-Goldwyn-Mayer.

### Завершение карьеры
Начало эры звукового кино стало причиной угасания карьеры Бланш — подобно многим другим актрисам немого кино она не смогла приспособиться к нововведению и, появившись всего в трех звуковых картинах, ушла из кино. В 1936 году она вышла замуж за театрального актёра Раймонда Хаккета. Этот брак оказался долговечнее предыдущего — супруги были вместе до самой смерти Хаккета в 1958 году. Завершение карьеры Бланш было невеселым — поначалу её ещё приглашали озвучивать радиопостановки и играть на вторых ролях на Бродвее, но потом о ней постепенно забыли, и в конечном итоге Бланш стала работать за прилавком универмага в Лос-Анджелесе. 6 сентября 1986 года Бланш Свит скончалась в возрасте девяноста лет.

## Избранная фильмография
- 1909 — Спекуляция пшеницей / A Corner in Wheat
- 1910 — Всё из-за молока / All on Account of the Milk
- 1911 — Телеграфистка из Лоундэйла / The Lonedale Operator
- 1911 — Битва / The Battle
- 1912 — Любительница румян / The Painted Lady
- 1912 — Слепая любовь / Blind Love
- 1913 — Смертельный марафон / Death’s Marathon
- 1913 — Юдифь из Бетулии / Judith of Bethulia — Юдифь
- 1914 — Совесть-мститель, или «Не убий» / The Avenging Conscience
- 1915 — Похищенные товары / Stolen Goods
- 1916 — Оборванец / The Ragamuffin
- 1923 — Души на продажу / Souls for Sale